# イシンバイ
座標: 北緯53度27分00秒 東経56度02分00秒 / 北緯53.45000度 東経56.03333度

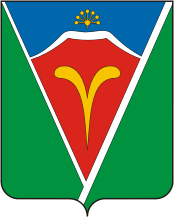
イシンバイの市章

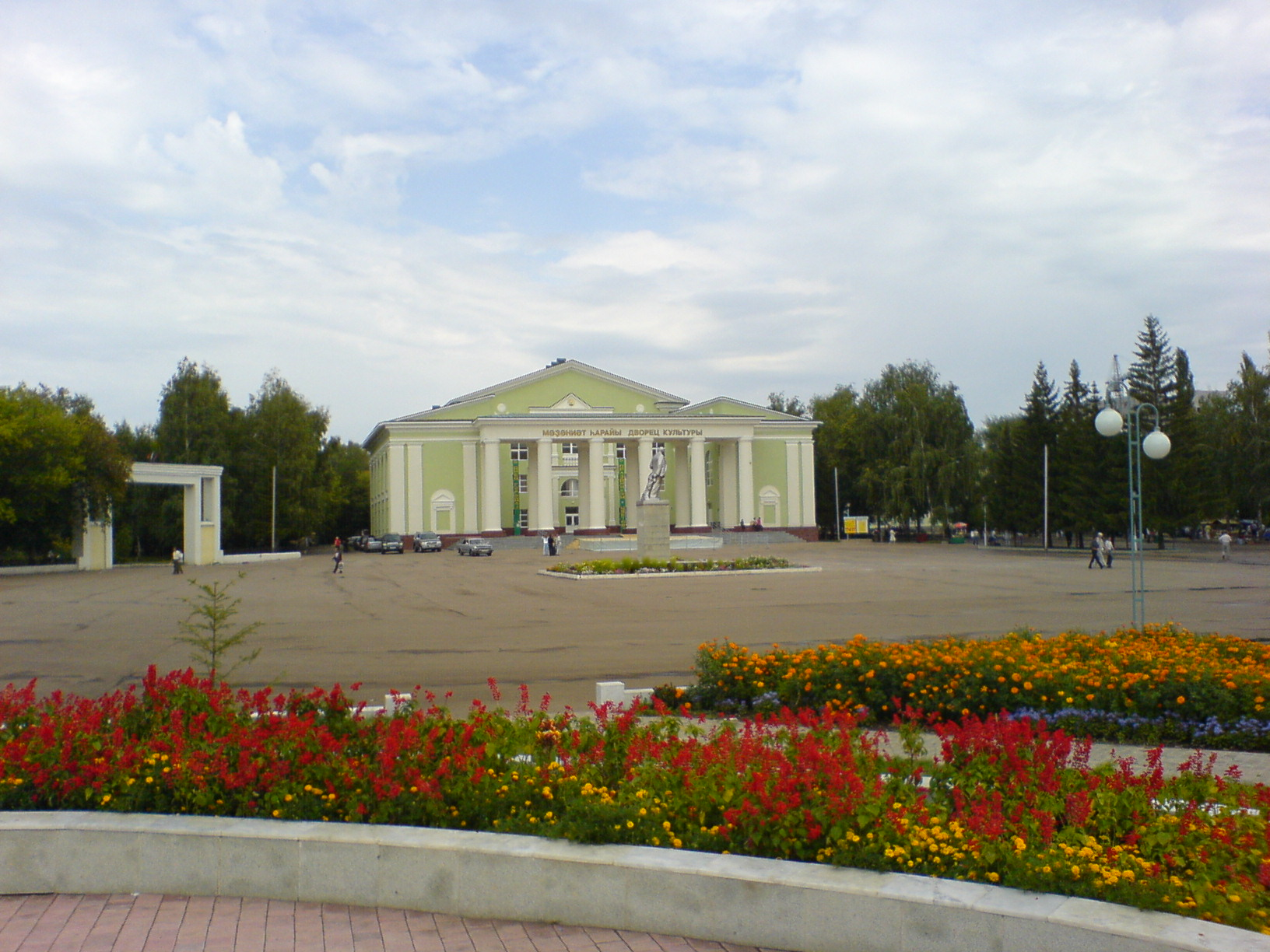
イシンバイの文化宮殿

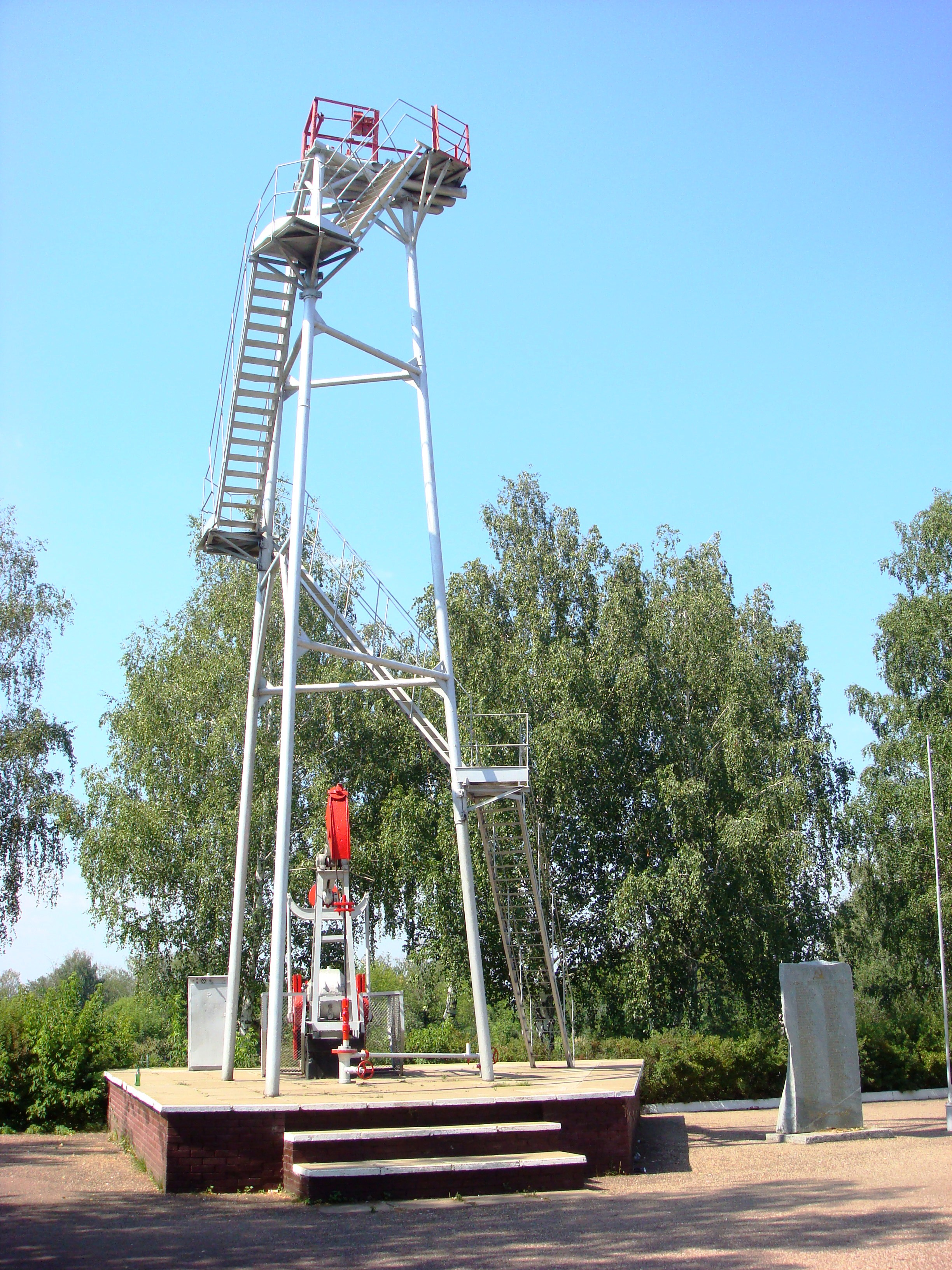
702号油井。この油井からの原油噴出がバシキールの石油生産の曙となった

イシンバイ（イシムバイ、ロシア語: Ишимбай、ラテン文字表記の例: Ishimbay,  バシキール語: Ишембай / Işembaj）は、ロシアのウラル山脈の西側にあるバシコルトスタン共和国南部にある都市。人口は6万4041人（2021年）。石油の生産で有名。
ウラル山脈南部の西麓（ヨーロッパ側）に位置する。ヴォルガ川水系の大きな支流であるベラヤ川と、タイルク川（Тайрук）という小川に挟まれるように街があり、街の北でタイルク川がベラヤ川に合流している。バシコルトスタン共和国の首都ウファからは南に150キロメートル離れている。最寄りの町は21キロメートル北にあるステルリタマクと10キロメートル南西に隣接するサラヴァト。

## 歴史
1776年にタイルク川沿いにクシャプクロヴォという名の村が開かれた。1815年にはバシキール人の村であるイシンバエヴォの村が開かれた。
18世紀後半からロシア科学アカデミーはウラル地方の資源を調査し、この場所で石油を発見していたが、油田として有望かどうかについては議論があった。20世紀から掘削試験が始まり、1930年からは油田探索が本格化した。1932年5月16日、イシンバエヴォ村の近くの702号油井で原油が噴出し、これがタタールスタンからバシキールにかけてのヴォルガ・ウラル油田の開発が本格化するきっかけになる。イシンバエヴォやクシャプクロヴォ付近など、現在のイシンバイ市域で次々に油井が開発され、ソ連政府はヴォルガ・ウラルを「第二のバクー」とすべく開発に本腰を入れた。1934年にはイシンバイは都市型集落となり鉄道が開通した。1940年2月10日には市に昇格した。戦後になると原油の精製や石油化学製品を開発するため、近くにサラヴァトの街と工場が築かれ、一帯は石油産業で栄えた。

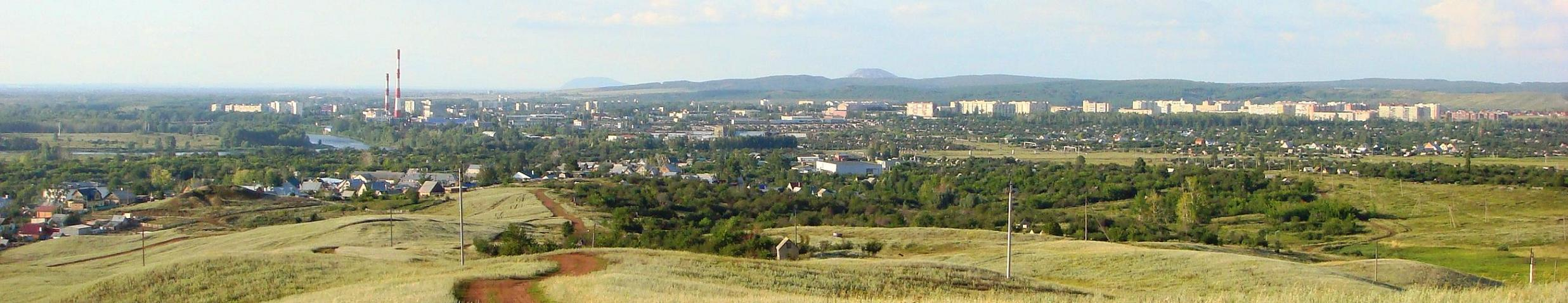
イシンバイ市街のパノラマ

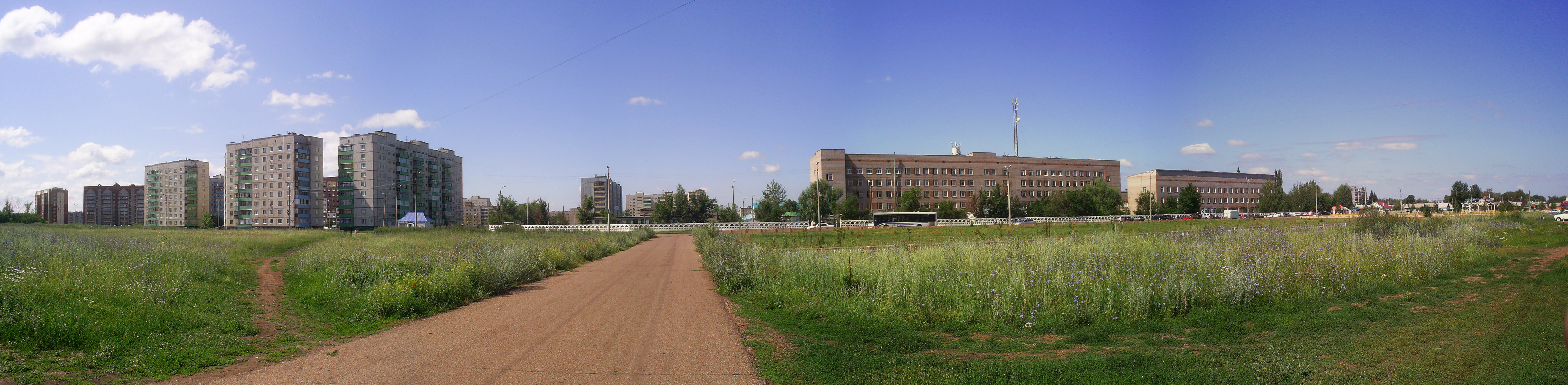
高層住宅地区のパノラマ

## 経済
イシンバイは石油採掘と石油化学工業の重要な中心地である。油田やガス田はバシネフチ系のイシンバイネフチが運営するほか、石油精製や化学工業、石油関係の機械工業、その他電子工業や軽工業が立地する。